# Prince Edward Island Senators
Die Prince Edward Island Senators waren ein kanadisches Eishockeyfranchise der American Hockey League aus Charlottetown, Prince Edward Island. Die Spielstätte der Senators war das Charlottetown Civic Centre.

## Geschichte
Die New Haven Senators wurden nach der Saison 1992/93  nach Charlottetown, Prince Edward Island, umgesiedelt, wo sie fortan unter dem Namen Prince Edward Island Senators als Farmteam der Ottawa Senators in der American Hockey League aktiv waren. Nachdem die Senators in ihrer ersten Spielzeit noch die Playoffs verpasst hatten, erreichten sie in der Saison 1994/95 die zweite Playoff-Runde, in der sie mit 2:4-Siegen an den Fredericton Canadiens scheiterten. Zwar erreichte Prince Edward Island in seiner dritten AHL-Saison 1995/96 zum zweiten Mal die Playoffs, doch aufgrund eines unterdurchschnittlichen Zuschauerschnitts von 2300 bis 2500 in der Kleinstadt Charlottetown waren die Ottawa Senators aus finanziellen Gründen gezwungen den Spielbetrieb in Charlottetown einzustellen.
Nach sechs Jahren, in denen das Franchise inaktiv war, belebten die Ottawa Senators im Jahr 2002 ihr Farmteam wieder und siedelten es nach Binghamton, im US-Bundesstaat New York, um, wo es seitdem in der AHL unter dem Namen Binghamton Senators aktiv ist.

## Saisonstatistik
Abkürzungen: GP = Spiele, W = Siege, L = Niederlagen, T = Unentschieden, OTL = Niederlagen nach Overtime SOL = Niederlagen nach Shootout, Pts = Punkte, GF = Erzielte Tore, GA = Gegentore, PIM = Strafminuten
| Saison  | GP | W  | L  | T | OTL | SOL | Pts | GF  | GA  | Platz        | Playoffs                        |
| 1993–94 | 80 | 23 | 49 | 8 | —   | —   | 54  | 269 | 356 | 6., Atlantic | nicht qualifiziert              |
| 1994–95 | 80 | 41 | 31 | 8 | —   | —   | 90  | 305 | 271 | 1., Atlantic | Niederlage in der zweiten Runde |
| 1995–96 | 80 | 38 | 33 | 6 | 3   | —   | 85  | 303 | 313 | 1., Atlantic | Niederlage in der ersten Runde  |

## Team-Rekorde

### Karriererekorde
Spiele: 218  Chad Penney
Tore: 72  Pavol Demitra
Assists: 124  Pavol Demitra
Punkte: 196  Pavol Demitra
Strafminuten: 797  Darcy Simon

## Bekannte ehemalige Spieler
- Mike Bales
- Radek Bonk
- Frédéric Cassivi
- Pavol Demitra
- Hank Lammens
- Michel Picard
- Andy Schneider